# Johan I av Lothringen
Johan I av Lothringen, född 1346, död 1390, var regerande hertig av Lothringen från 1346 till 1390.